# 莫氏大咽齒鯛
莫氏大咽齒鯛（学名：Macropharyngodon moyeri），又名莫氏大咽齒魚、石斑龍、娘仔魚、莫氏大咽鸚鯛、莫氏曲齒鸚鯛，为輻鰭魚綱鱸形目隆頭魚亞目隆頭魚科大咽齒魚屬下的一个种，棲息在西北太平洋的日本及台灣海域，棲息深度7-17公尺，體長可達12公分，棲息在沙石底質海域，生活習性不明。